# PGC 10312
LEDA/PGC 10312, auch UGC 2194, ist eine Balken-Spiralgalaxie im Sternbild Perseus am Nordsternhimmel. Sie ist schätzungsweise  250 Millionen Lichtjahre von der Milchstraße entfernt und hat einen Durchmesser von etwa 105.000 Lichtjahren. Vom Sonnensystem aus entfernt sich das Objekt mit einer errechneten Radialgeschwindigkeit von näherungsweise 5.500 Kilometern pro Sekunde.

## Galaktisches Umfeld
| Nr. | Galaxie          | Alternativname          | Rek           | Dek           | Distanz/asec |
| --- | ---------------- | ----------------------- | ------------- | ------------- | ------------ |
| →   | LEDA/PGC 10312   | UGC 2194                | 02h43m26.66s  | +41d24m24.4s  | 0            |
| 1   | LEDA/PGC 10345   | CGCG 539-087            | 02h43m54.48s  | +41d26m40.5s  | 341.47       |
| 2   | NGC 1040/1053    | LEDA/PGC 10298          | 02h43m12.44s  | +41d30m02.2s  | 373.58       |
| 3   | LEDA/PGC 213068  | 2MASX J02431215+4130522 | 02h43m12.199s | +41d30m52.17s | 420.74       |
| 4   | LEDA/PGC 2182804 | 2MASX J02424050+4132556 | 02h42m40.506s | +41d32m55.67s | 728.22       |
| 5   | LEDA/PGC 3087893 | 2MASX J02440658+4138477 | 02h44m06.591s | +41d38m48.39s | 973.46       |
| 6   | LEDA/PGC 2179906 | 2MASX J02415984+4121396 | 02h41m59.84s  | +41d21m39.6s  | 991.40       |
| 7   | LEDA/PGC 2179615 | 2MASX J02420038+4120336 | 02h42m00.40s  | +41d20m33.9s  | 997.61       |